# Garrett Hedlund

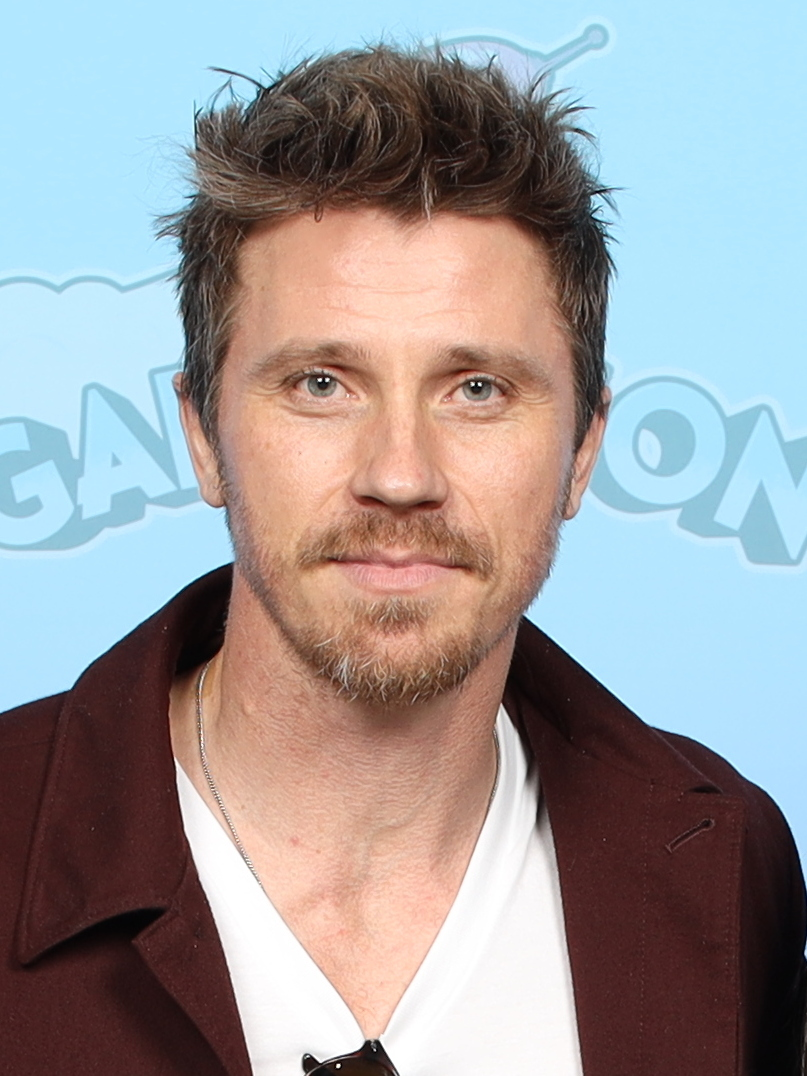
Garrett Hedlund (2024)

Garrett John Hedlund (* 3. September 1984 in Roseau, Minnesota) ist ein US-amerikanischer Schauspieler.

## Leben
Als er sechs Jahre alt war, zog Hedlund mit seinen Eltern, Kristine und Robert, und seinen beiden älteren Geschwistern, Nathaniel und Amanda, von der Farm in Minnesota nach Scottsdale in Arizona um. Hedlund ging dort auf die High School, wirkte im Ringer- und Footballteam mit und nahm in seiner Freizeit privaten Schauspielunterricht. Vor seiner Filmkarriere arbeitete er als Model und wurde von einem Talentscout entdeckt.
Sein Spielfilmdebüt gab Hedlund in The Original Donut Chronicles (der nie veröffentlicht wurde), danach folgte unmittelbar die Rolle des Patroclus in Wolfgang Petersens Historienepos Troja, wofür er für den Teen Choice Award nominiert wurde. Danach spielte er in den Filmen Friday Night Lights (als Don Billingsley), Vier Brüder (als Jack Mercer, an der Seite von Mark Wahlberg), Eragon – Das Vermächtnis der Drachenreiter (als Murtagh), Georgias Gesetz (als Harlan Wilson) und Death Sentence (als Billy Darley) mit.
Außerdem wurde Garrett Hedlund von Disney für die Hauptrolle in Tron: Legacy besetzt, der Fortsetzung des Filmklassikers Tron von 1982, die unter der Regie von Joseph Kosinski gedreht wurde. Der Film lief am 27. Januar 2011 in den deutschen Kinos an.
Für den Soundtrack des Films Country Strong (2010), in dem er Beau Hutton verkörpert, nahm er einige Lieder auf. Das Songmaterial der insgesamt vier Stücke stammte von dem texanischen Singer-Songwriter Hayes Carll.
Am 22. November 2013 veröffentlichte die Band Kings of Leon das Musikvideo zu ihrer Single Beautiful War aus ihrem Album Mechanical Bull, in dem Hedlund mitspielt.
Von 2012 bis 2016 war er mit seiner On-the-Road-Kollegin Kirsten Dunst liiert. Von März 2019 bis Januar 2022 war Hedlund mit der Schauspielerin Emma Roberts zusammen. Beide wurden im Dezember 2020 Eltern eines Jungen.

## Filmografie
- 2004: Troja (Troy)
- 2004: Friday Night Lights – Touchdown am Freitag (Friday Night Lights)
- 2005: Vier Brüder (Four Brothers)
- 2006: Eragon – Das Vermächtnis der Drachenreiter (Eragon)
- 2007: Georgias Gesetz (Georgia Rule)
- 2007: Death Sentence – Todesurteil (Death Sentence)
- 2010: Tron: Legacy
- 2010: Country Strong
- 2012: On the Road – Unterwegs (On the Road)
- 2013: Inside Llewyn Davis
- 2014: Lullaby
- 2014: Unbroken
- 2015: Mojave
- 2015: Pan
- 2016: Die irre Heldentour des Billy Lynn (Billy Lynn’s Long Halftime Walk)
- 2017: Mudbound
- 2019: Triple Frontier
- 2019: Dreamland
- 2019: In deinen Armen (Dirt Music)
- 2021: The United States vs. Billie Holiday
- seit 2022: Tulsa King (Fernsehserie)
- 2023: The Absence of Eden
- 2023: Das Erwachen der Jägerin (The Marsh King’s Daughter)
- 2023: Desperation Road
- 2023: Lawmen: Bass Reeves (Miniserie, 1 Folge)